# Стойко, Дмитрий Викторович
Дми́трий Ви́кторович Сто́йко (укр. Дмитро Вікторович Стойко; род. 3 февраля 1975, Александрия, Кировоградская область) — украинский футболист, вратарь. Работал тренером вратарей в «Таврии», «Буковине» и «Черкасском Днепре».

## Биография

### Клубная карьера
Воспитанник кировоградского футбола. Начал профессиональную карьеру в клубе «Металлург» из Новомосковска, клуб выступал во Второй лиге Украины. С 1999 года по 2001 год выступал за харьковский «Металлист-2». В начале 2002 года перешёл в кировоградскую «Звезду». В сезоне 2002/03 вместе с командой стал победителем Первой лиги Украины и вышел в Высшую лигу. В Высшей лиге дебютировал 12 июля 2003 года в домашнем матче против киевского «Арсенала» (1:0). Всего за «Звезду» он провёл 71 матч и пропустил 58 мячей. Летом 2004 года перешёл в полтавскую команду «Ворскла-Нефтегаз». В команде он отыграл один сезон и сыграл 10 матчей, в которых пропустил 16 голов.
В июне 2005 года перешёл в новосозданный клуб «Харьков». В команде он стал основным вратарём. 26 октября 2008 года в матче против донецкого «Шахтёра» (0:0), Стойко играл большую часть матча со сломанным запястьем. На 32-й минуте поединка Дмитрий в падении забрал мяч, после этого форвард противников Брандао наступил бутсой на руку Стойко, тем самым сломав ему запястье. Несмотря на это, он решил доиграть матч до конца, так как другой вратарь Мацей Налепа накануне матча приболел, а Игорь Ходанович был неопытным. В этом матче он не пропустил ни одного гола, и поэтому сайт Football.ua поставил его в сборную тура. Всего за «Харьков» в чемпионате Украины он провёл 50 матчей и пропустил 73 гола.
В июле 2009 года подписал контракт по схеме «1+1» с симферопольской «Таврией». Как сказал главный тренер Сергей Пучков, Стойко подписали для замены Максиму Старцеву. В команде дебютировал 15 августа 2009 года в выездном матче Кубка Украины против днепродзержинской «Стали» (0:4). После того как травмировался Старцев, Стойко временно стал основным вратарём команды. Вскоре Дмитрий надорвал связку, поэтому тренеры решили ставить в основной состав Вадима Деонаса. Стойко продолжительное время оставался запасным вратарём, но, после того как главным тренером стал Валерий Петров он вновь стал основным голкипером.

## Достижения
- Обладатель Кубка Украины: 2009/10
- Победитель Первой лиги Украины: 2002/03

## Личная жизнь
Женат. Воспитывает троих сыновей..